# Lina Jonn
Lina Jonn, de son vrai nom Carolina Johnsson, née le 8 mars 1861 et morte le 25 décembre 1896, est une photographe suédoise.

## Biographie
Carolina Johnsson née le 8 mars 1861 à Stora Råby près de Lund en Scanie, dans le sud-ouest de la Suède. Fille du métayer Jons Johnsson et de sa femme Hanna Pålsdotter, elle est la sixième d'une fratrie de sept enfants.
À la mort de son père en 1875, c'est Jonas Johnsson (1851-1923), le frère aîné qui devient responsable de ses plus jeunes frères et sœurs. À l'âge de 16 ans, Carolina Johnsson trouve du travail comme gouvernante dans un domaine près de Höör. Après avoir étudié l'allemand et le français pendant une courte période à Lund, en 1879, elle se rend à Neuchâtel, en Suisse, pour poursuivre ses études. En 1880, elle s'installe en Angleterre où elle enseigne la musique, les langues et l'art. Elle envisage de devenir professeur d'éducation physique, mais n'a pas pu le faire en raison d'un problème de dos. Après avoir passé une nouvelle période en Suisse pour étudier la peinture, elle revient en Suède où elle devient photographe,.

### Carrière

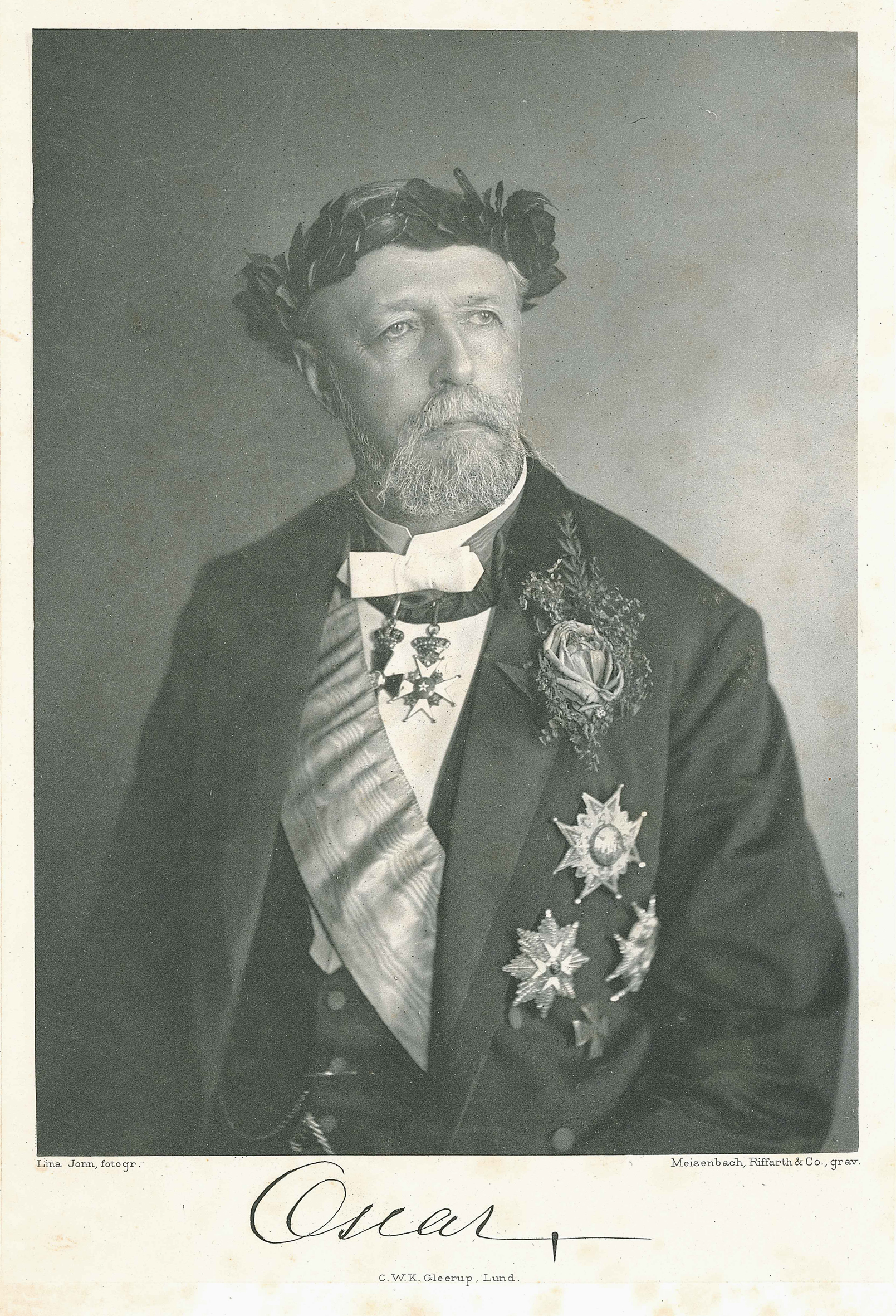
Portrait du roi Oscar II par Lina John en 1893.

Johnsson semble avoir appris la photographie à Paris, mais son premier travail professionnel a lieu dans la ville suédoise d'Helsingborg où elle rejoint le photographe finlandais Per Alexis Brandt qui y dirige un studio. En 1891, elle ouvre son propre studio à Lund, au 6 Bantorget, sous le nom de Lina Jonn qui attire rapidement de nombreux clients influents. Les portraits pour albums de famille ou pour cartes de visite deviennent de plus en plus populaires à l'époque. Les affaires sont prospères et Jonn reçoit plusieurs prix pour son travail. Ses sœurs Hanna et Maria, également photographes, viennent parfois l'aider,.
Elle se fait connaître au niveau national lorsque, le 27 mai 1893, elle réalise le portrait du roi Oscar II, alors en visite à Lund.
En 1893, alors qu'elle est en vacances en Norvège avec sa sœur Erika, Jonn rencontre son futur mari, Gudbrand Ole Tandberg, un fermier norvégien. Impressionnée par son sérieux, ses connaissances et son idéalisme, elle est immédiatement séduite par lui, bien qu'il soit de 16 ans son aîné. Ils se marient en décembre 1895 et l'année suivante, elle donne naissance à un fils. Environ deux mois plus tard, le jour de Noël 1896, elle meurt d'une insuffisance cardiaque à l'âge de 35 ans,.
Après sa mort, son fils est élevé par ses sœurs. Quant à son studio, ses sœurs et d'autres photographes continueront a utiliser la marque « Lina Jonn » devenue gage de qualité.

## Galerie

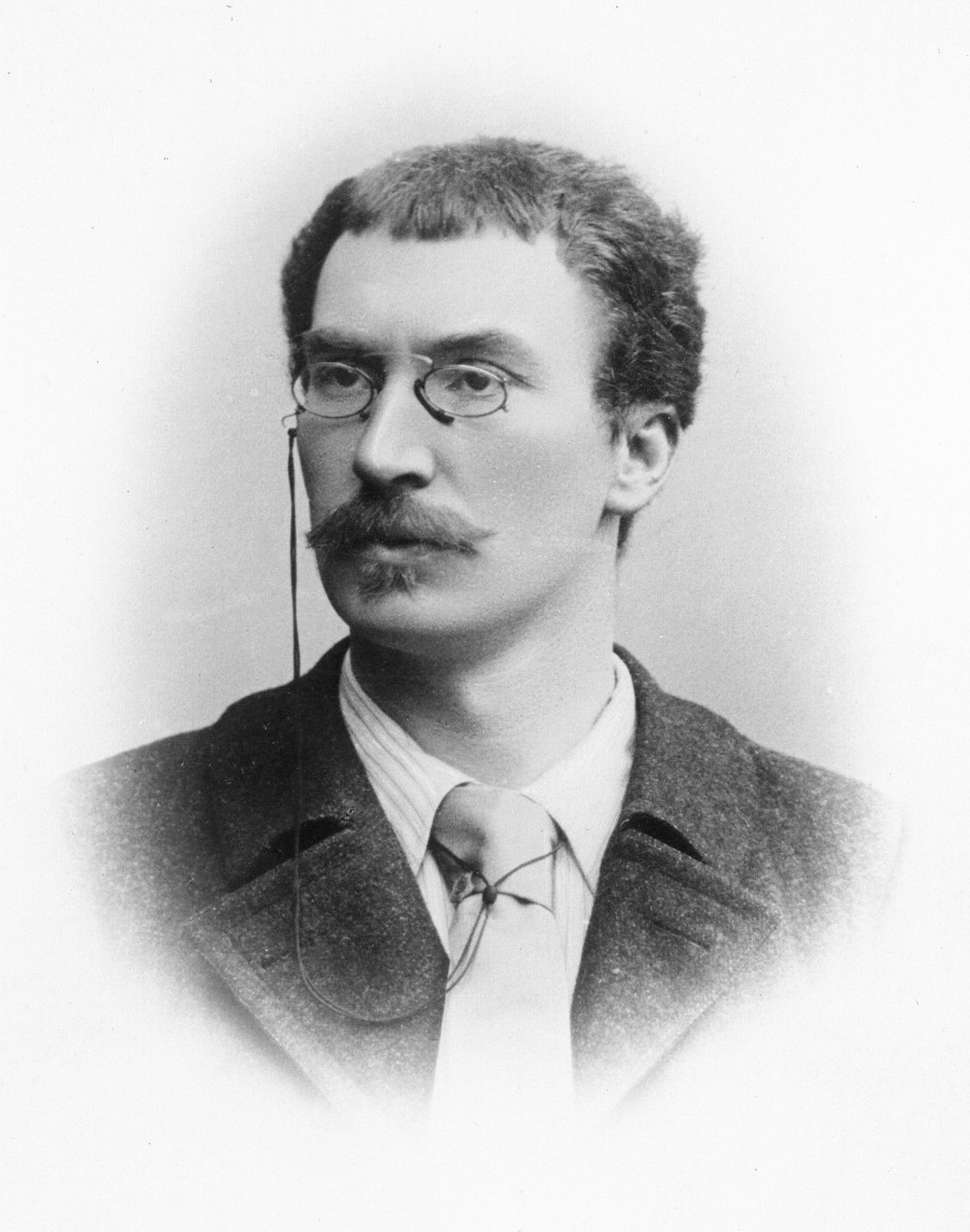
Georg J:son Karlin, historien.
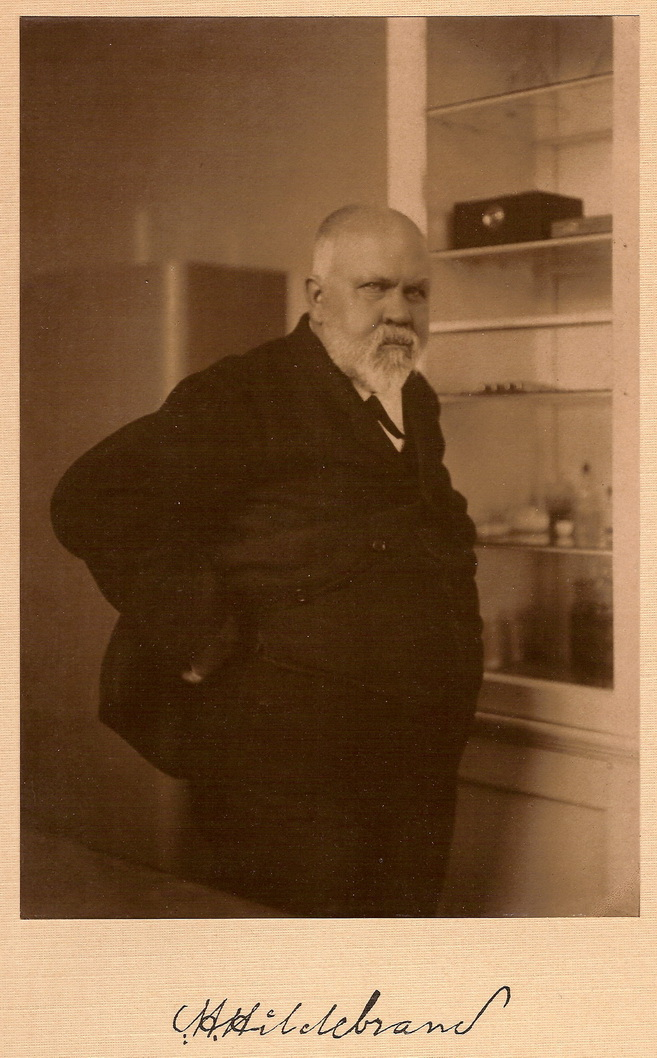
Hildemar Hildebrand, médecin.
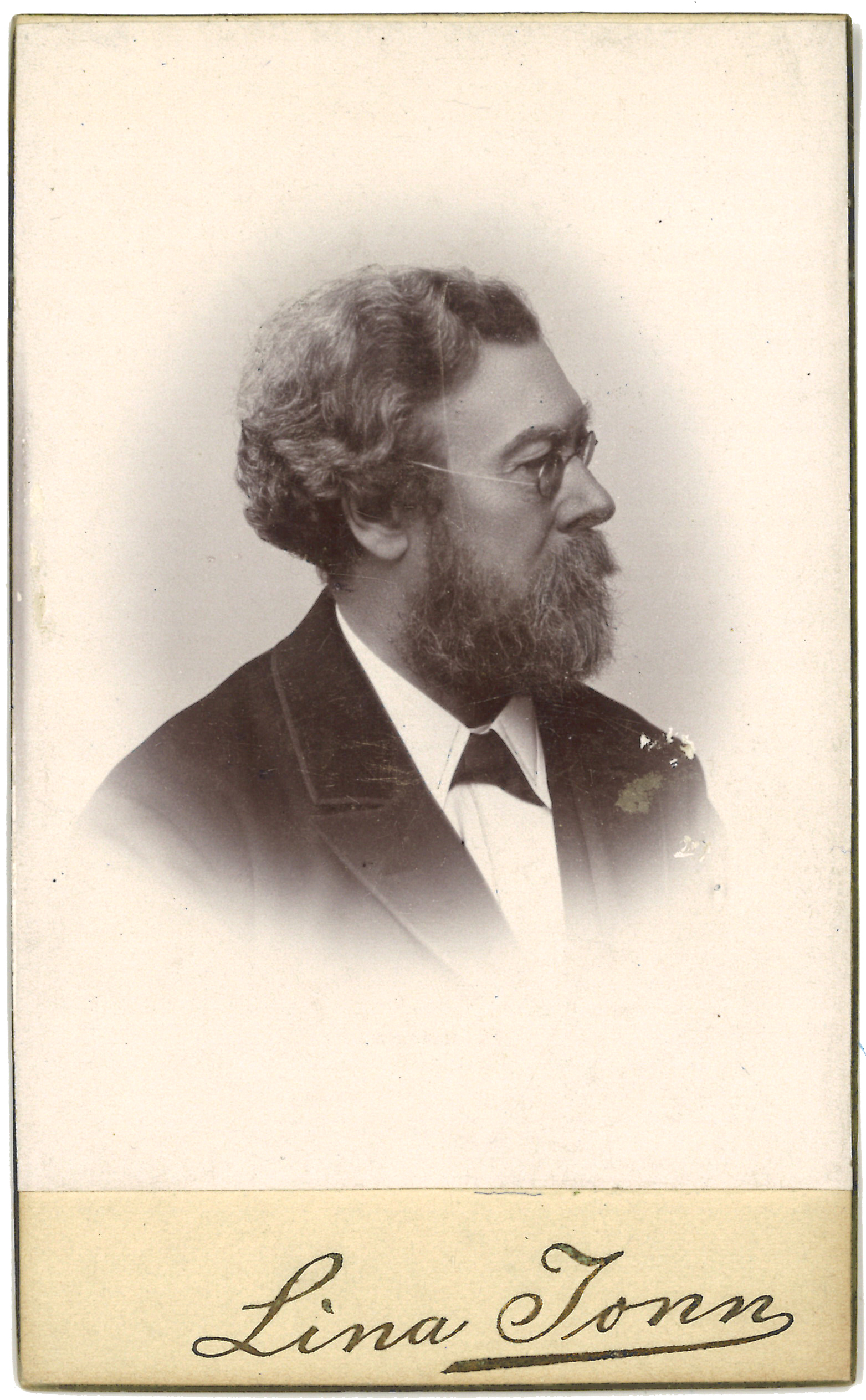
Johan Lang, chimiste.
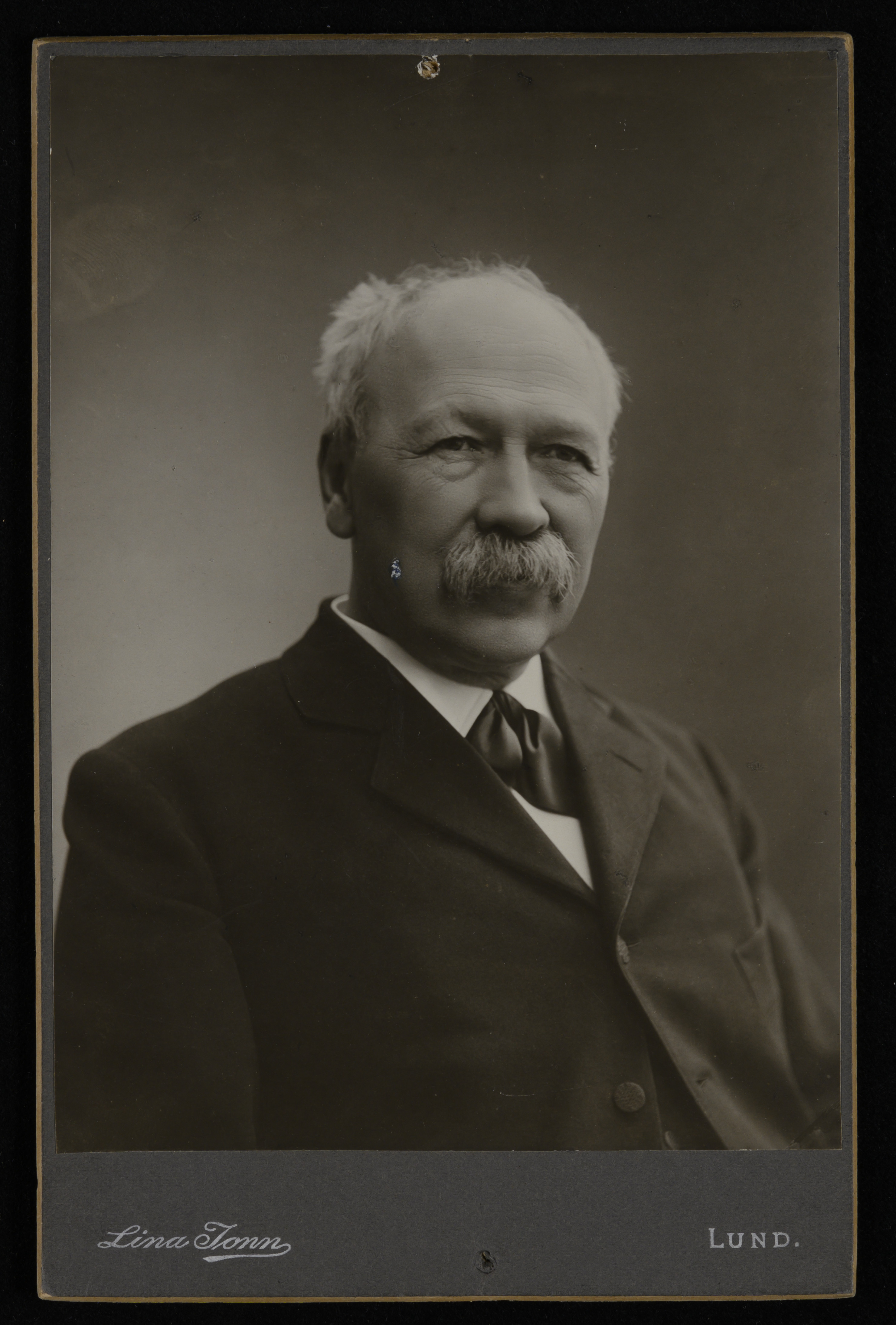
Esaias Tegnér, linguiste.
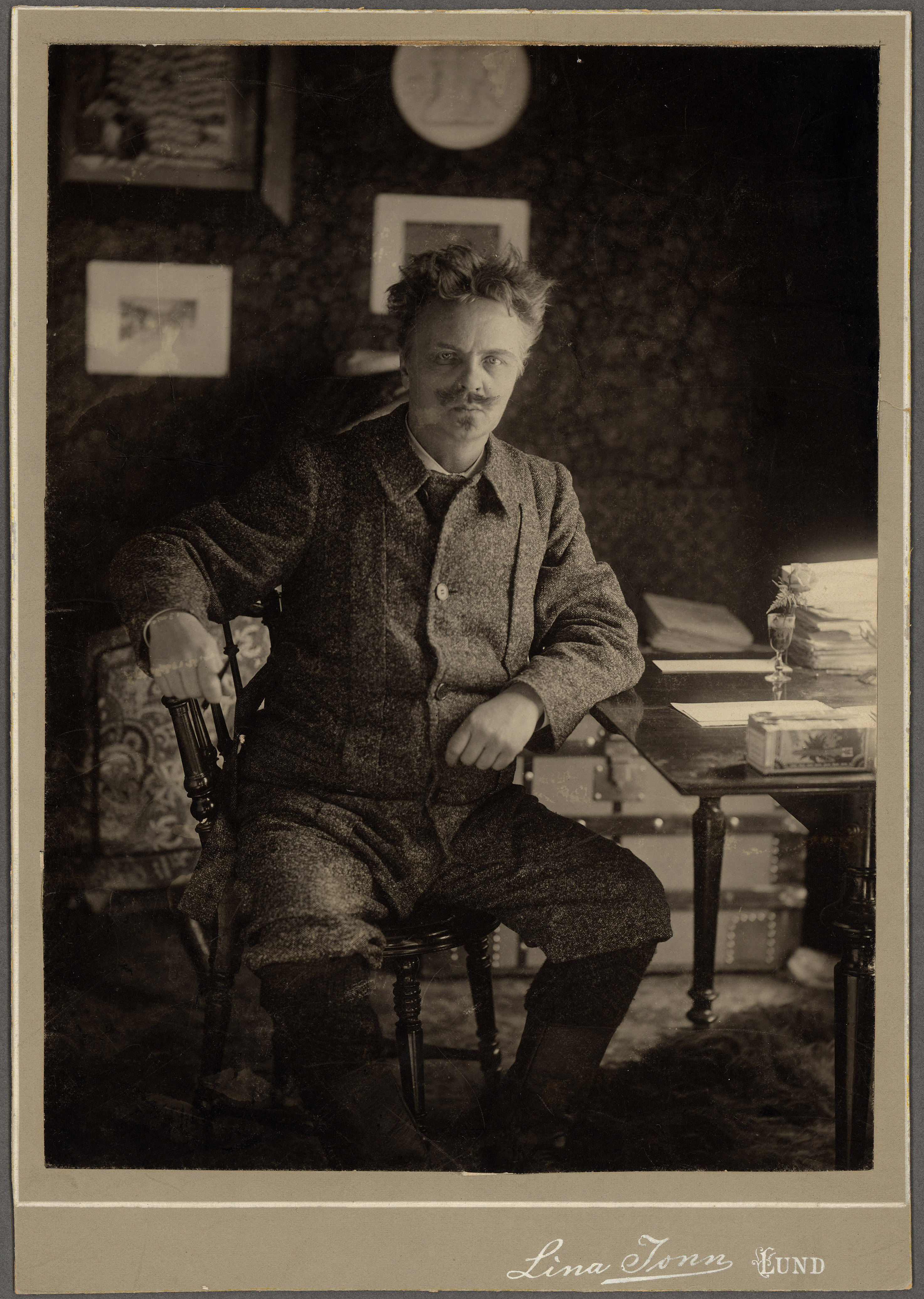
August Strindberg, écrivain.